# Usina Hidrelétrica Ernestina
A Usina de Ernestina é uma usina brasileira do estado do Rio Grande do Sul. É o primeiro aproveitamento do rio Jacuí e entrou em operação em 1957]. Atualmente esta usina está localizada no município de Tio Hugo (município este homologado em janeiro de 2001), possui uma unidade geradora com potência efetiva de 3,7 MW. Possui uma área alagada de 5.737 hectares. Concessionária: CEEE.
Em outubro de 2008 a estrutura da barragem de Ernestina ameaçou romper-se devido às chuvas e 15 famílias das imediações tiveram que deixar suas residências e irem para abrigos.

## Ficha técnica
- Potência Efetiva 3,70 MW.
- Rio Jacuí.
- Entrada em operação:
  - 1957.
- Local da Casa de Força:
  - Município de Tio Hugo.
- Municípios atingidos pelo reservatório:
  - Margem Direita: Ernestina, Passo Fundo e Tio Hugo;
  - Margem Esquerda: Ibirapuitã, Nicolau Vergueiro e Marau.
- Turbina:
  - Tipo: Francis, de eixo vertical;
  - Potência: 1 x 4,96 MW;
  - Queda bruta máxima: 32,15 m.
- Barragem:
  - Tipo: Concreto protendido;
  - Altura: 13,00 m;
  - Comprimento: 400,00 m.